# Merweville
Merweville este un oraș din Africa de Sud.